# سقنا
سگنا (بالإنگليزية: Cigna) هي مؤسسة خدمات صحيَّة أمريكية. تُعتبر شركات التأمين التابعة لها من أكبر مزودي خدمات تأمين الصحة والأسنان والإعاقة والحياة والحوادث وما يتعلق بها.
وغالبية هذه الخدمات يتم تقديمها من خلال أرباب العمل والمنظمات كالحكومات الومؤسسات غير الحكومية والنقابات.

## أمور جدلية
في ديسمبر 2007، رفضت الشركة إجراء عملية زراعة كبد لمراهقة من كاليفورنيا تُدعىناتالي ساركيسين، وبرروا ذلك بأن عمليَّتها الجراحية عملية "تجريبية"، على الرغم من وجود كبد جاهزة للزراعة وقت العملية وتقدير الأطباء أن لناتالي نسبة نجاح تبلغ 65% قد تعيش من خلالها على الأقل لستة أشهر. ردا على الكثير من الاحتجاج والانتقادات، عكست سگنا قرارها، على الرغم من ناتالي توفيت وهي تنتظر عملية الزرع. وكان رد سگنا لاحقًا بأنهم لا يتحملون التكاليف المالية كونهم مسؤولين عن إدارة تأمين رب عمل والد ناتالي ولكن قاموا بعمل استثناء لهذه السياسة في حالة ناتالي 
في 2011، كشفت CNA أن سگنا ترفض حوالي 39.6% من المطالبات (مقارنة مع منافسين آخرين كأيتنا التي رفضت حوالي 5.9% من الادعاءات في نفس الفترة الزمنيَّة).